# 霍斯巴赫备忘录
霍斯巴赫备忘录（德語：Hoßbach-Niederschrift）是1937年11月5日在德国柏林召开的会议上，德国独裁者希特勒与外交和军队官员的谈话记录总结。在此次会议中，希特勒谈及了未来的扩张性政策。此次会议是希特勒外交政策上的一个重大转折点，从此其政策开始变得激进。
根據備忘錄，希特勒不想在1939年與英國和法國發生戰爭。相反，他更傾向於小規模的掠奪戰爭，以支持德國陷入困境的經濟。希特勒的陸軍副官弗里德里希·霍斯巴赫上校在會議上做了會議記錄。出席會議的還有帝國外交部長康斯坦丁·馮·紐拉特男爵；帝國戰爭部長維爾納·馮·布隆伯格元帥；陸軍總司令維爾納·馮·弗里奇大將；德國海軍總司令埃里希·雷德爾海軍上將；以及德國空軍總司令赫爾曼·戈林。